# Vösendorf
Vösendorf osztrák mezőváros Alsó-Ausztria Mödlingi járásában. 2022 januárjában 7499 lakosa volt. 

## Elhelyezkedése

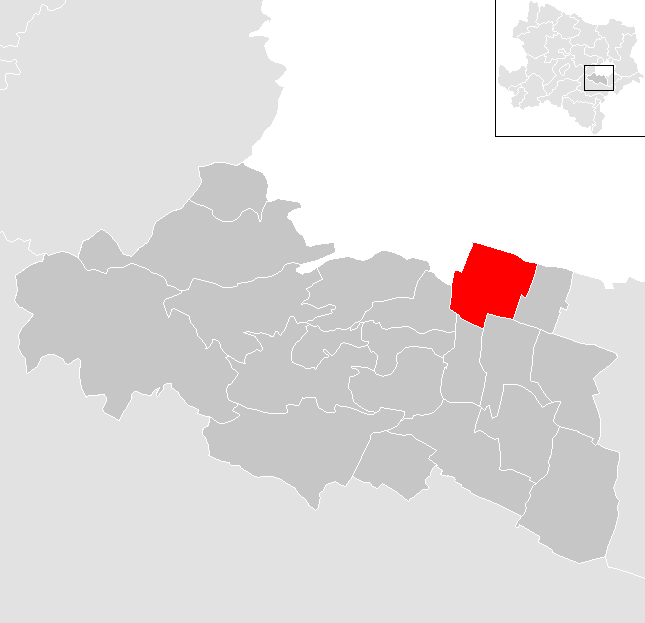
Vösendorf a Mödlingi járásban

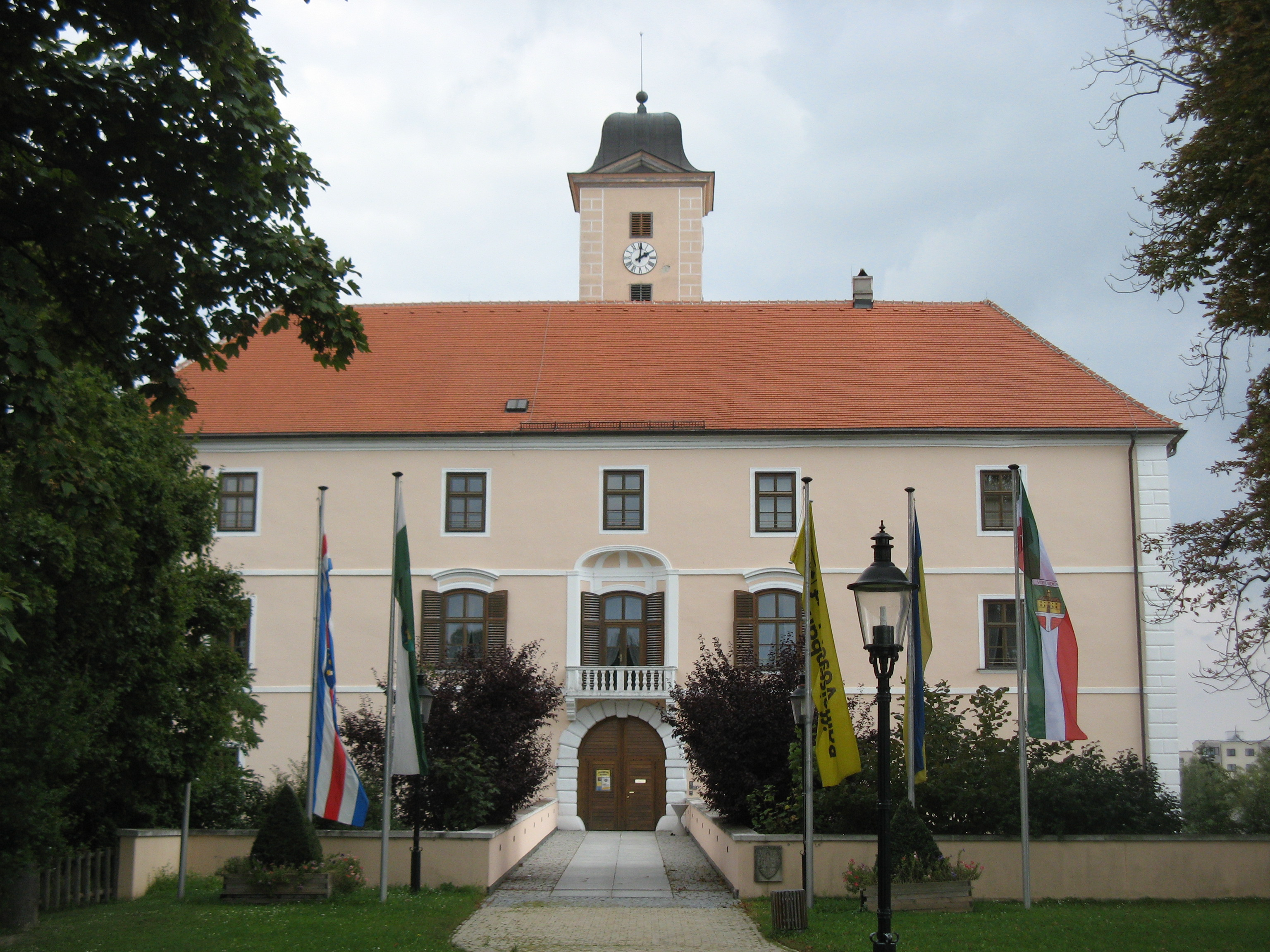
A vösendorfi kastély

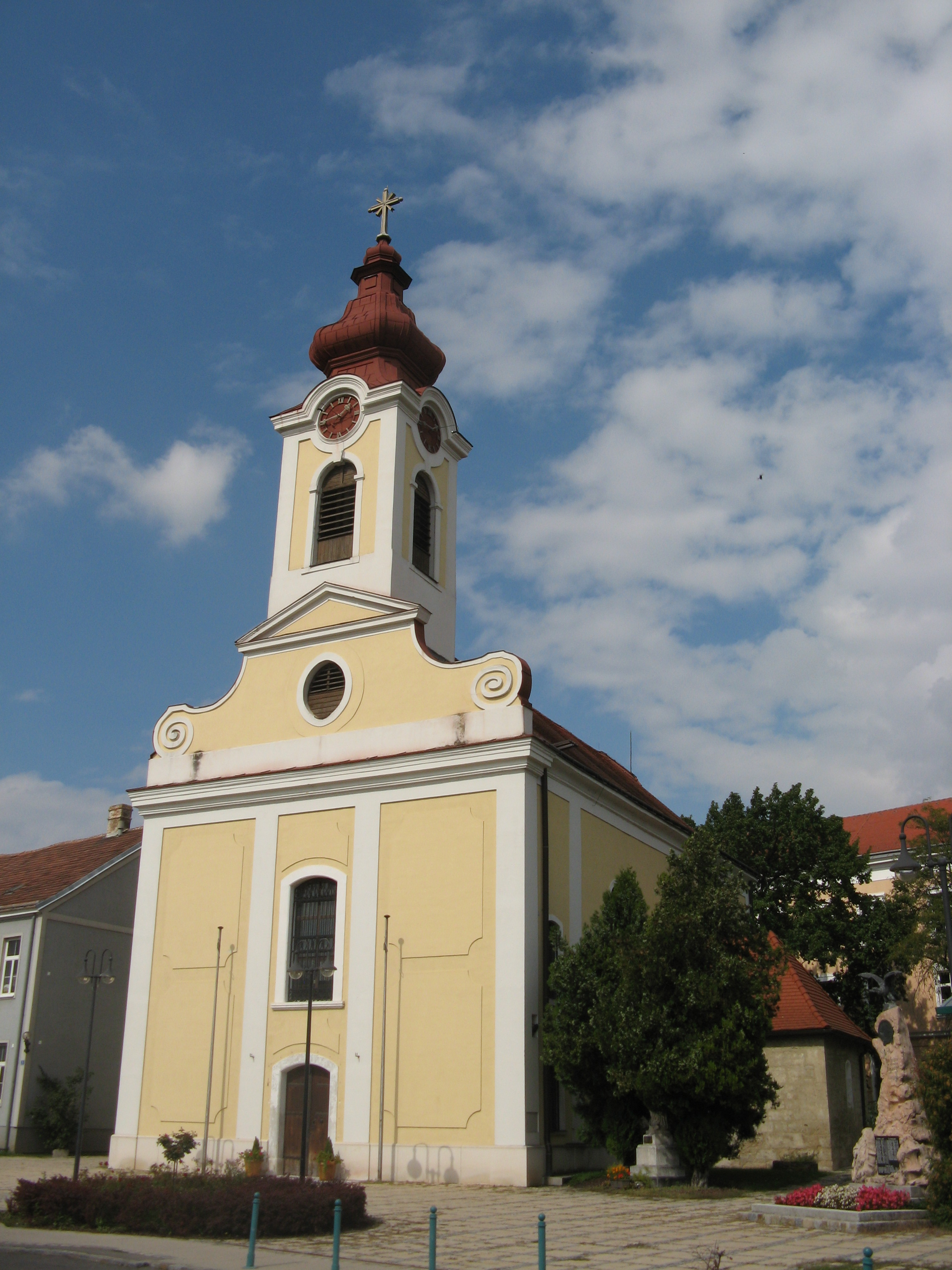
A Szt. Simon és Júdás Tádé-plébániatemplom

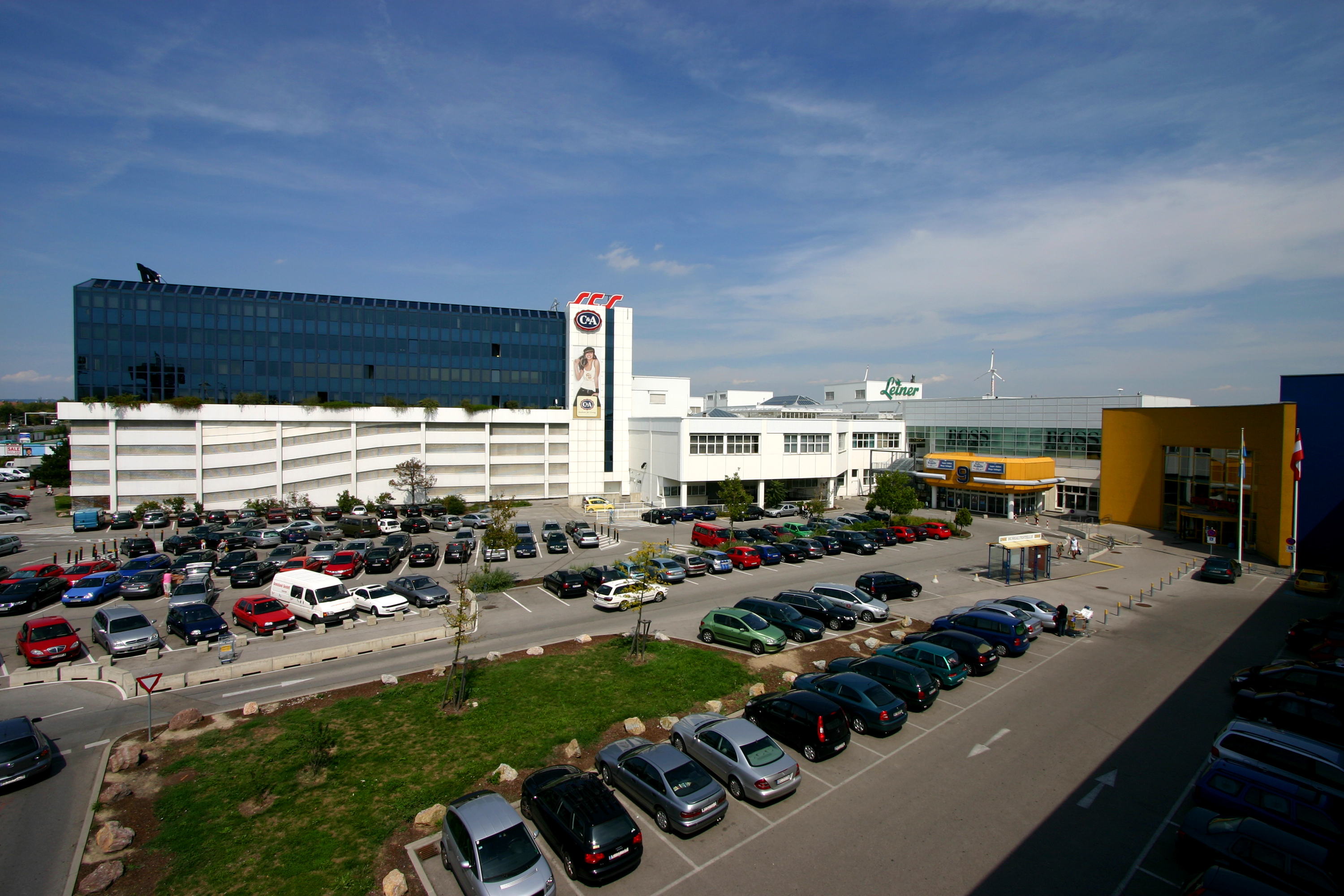
Shopping City Süd

Vösendorf a tartomány Industrieviertel régiójában fekszik, a Bécsi-medence északnyugati részén, a Petersbach folyó mentén, Bécstől közvetlenül délre. Területének 1,9%-a erdő, 52,4% áll mezőgazdasági művelés alatt. Az önkormányzat 3 települést és településrészt egyesít: Haidfeld, Tröber-Siedlung és Vösendorf.  
A környező önkormányzatok: keletre Hennersdorf, délkeletre Biedermannsdorf, délre Wiener Neudorf, délnyugatra Brunn am Gebirge, északra Bécs 23. kerülete.

## Története
A régészek egy 500 sírból álló avar temetőt tártak fel a mezőváros területén. Vösendorfot 1175-ben említik először, az admonti apátság egyik adománylevelében. Várát 1200 körül építették, a legenda szerint részben Oroszlánszívű Richárd angol király váltságdíjából. A várat mintegy 150 évig a Winden család birtokolta, bár közben Mátyás magyar király 1487-1490 között megszállva tartotta.
Bécs 1529-es török ostromakor a vár és a falu teljesen elpusztult, 800 lakójából csak kb. 20-an maradtak életben. A birtok sokszor cserélt gazdát, de újjáépítésre sokáig nem került sor: a templomot 1556-ban, a várat 1584-ben hozták helyre. Az 1683-as második török ostrom szintén teljes pusztulást hozott, a 600 lakosból 42-en maradtak. 1694-ben Maria Josepha Starhemberg szerezte meg (Ernst Rüdiger von Starhemberg, a híres hadvezér felesége) aki húsz éves adómentességet adott az új telepeseknek. VI. Károly császár utat építtetett Vösendorfon keresztül, hogy könnyebben eljuthason laxenburgi nyári rezidenciájára. 1794-ben II. Ferenc császár megvásárolta a birtokot akkori tulajdonosától és kibővítette vele a Laxenburgoz tartozó vadászterületét. 1806-ban az uralkodó a vösendorfi kastélyban mintagazdaságot hozott létre Peter Jordan mezőgazdész vezetésével; ebből nőtt ki később a mai Bécsi Talajtudományi Egyetem. 1809-ben Vösendorfot Napóleon csapatai kifosztották. 
Az 1848-as fottadalom után felszámolták a feudális birtokokat és megalakult Vösendorf községi önkormányzata. 1865-ben megépült a Bécsbe bevezető vasút, amelyen főleg a vösendorfi téglát szállították a fővárosba. A településen ekkor hét téglagyár is működött a gyorsan gyarapodó Bécs építkezéseinek ellátására. Az első világháború után a kastélyt a hadirokkantakat ellátó alapítványnak adták át. 
Az 1938-as Anschluss után a környező községek beolvasztásával létrehozták Nagy-Bécset; Vösendorf is a főváros 25. kerületéhez került. Függetlenségét 1954-ben nyerte vissza. 1966-ban Vösendorfot mezővárosi rangra emelték. 1976-ban elkezdték építeni a Shopping City Süd-öt, Ausztria máig legnagyobb bevásárlóközpontját. 1991-ben az önkormányzat visszavásárolta Bécstől a romos állapotú kastélyt és a renoválás után polgármesteri hivatalt, múzeumot, kultúrközpontot rendeztek be benne.

## Lakosság
A vössendorfi önkormányzat területén 2022 januárjában 7499 fő élt. A lakosságszám 1991 óta erőteljesen gyarapodó tendenciát mutat; azóta több mint duplájára nőtt. 2020-ban az ittlakók 85,2%-a volt osztrák állampolgár; a külföldiek közül 2% a régi (2004 előtti), 6,7% az új EU-tagállamokból érkezett. 4,9% az egykori Jugoszlávia (Szlovénia és Horvátország nélkül) vagy Törökország, 1,2% egyéb országok polgára volt. 2001-ben a lakosok 59,4%-a római katolikusnak, 5,2% evangélikusnak, 4% ortodoxnak, 3,4% mohamedánnak, 24,8% pedig felekezeten kívülinek vallotta magát. Ugyanekkor 46 magyar élt a mezővárosban; a legnagyobb nemzetiségi csoportokat a németek (87,3%) mellett a szerbek (4,8%)  és a horvátok (1,5%) alkották.
A népesség változása:

| 2016 | 6 743 |
| 2018 | 6 990 |

## Látnivalók
- a vösendorfi kastély
- a Szt. Simon és Júdás Tádé-plébániatemplom
- az 1746-os Nepomuki Szt. János-szobor

## Testvértelepülések
- Kindberg (Ausztria)
- Roßdorf (Németország)
- Reggello (Olaszország)

## Fordítás
- Ez a szócikk részben vagy egészben  a   Vösendorf című német Wikipédia-szócikk ezen változatának fordításán alapul.  Az eredeti cikk szerkesztőit annak laptörténete sorolja fel. Ez a jelzés csupán a megfogalmazás eredetét és a szerzői jogokat jelzi, nem szolgál a cikkben szereplő információk forrásmegjelöléseként.